# Asahi Glass
Asahi Glass Co., Ltd. (яп. 旭硝子株式会社 Асахи гарасу кабусикигайся, AGC) (TYO: 5201) — японская стекольная компания, крупнейший в мире производитель стекла. Входит в группу Mitsubishi. Штаб-квартира — в Токио.

## История
Основана в 1907 году Тосия Ивасаки (Toshiya Iwasaki), вторым сыном второго президента Mitsubishi Corporation. Компания стала первым производителем листового стекла в Японии. В 1925 году было открыто первое производство за пределами Японии — стекольная фабрика в Китае.
В годы Второй мировой войны Asahi Glass объединилась с фирмой Nippon Chemicals; объединённая компания получила название Mitsubishi Chemical Industries. Шесть лет спустя Asahi Glass вновь стала самостоятельной компанией.

## Собственники и руководство
Председатель совета директоров компании — Масахиро Кадомацу, президент и главный управляющий — Кадзухико Исимура.

## Деятельность
Asahi Glass выпускает листовое архитектурное стекло, стекла для автомобильной промышленности, жидкокристаллические дисплеи, защитные стекла для смартфонов и химикаты.
Консолидированная выручка группы в 2011 году составила 1214,7 млрд иен (в 2010 году — 1288,9 млрд иен), операционная прибыль — 165,7 млрд иен (229,2 млрд иен), чистая прибыль — 95,3 млрд иен (123,2 млрд иен).

### Asahi Glass в России
Компания владеет бельгийской компанией Glaverbel, которой принадлежало 88,62 % Борского стекольного завода (Нижегородская область России) — крупнейшего в России производителя полированного и автомобильного стекла, а также стекольный завод в деревне Спас-Заулок близ подмосковного Клина, который был построен в 2004 году. В мае 2010 года на клинском заводе компании была запущена крупнейшая в мире стеклоплавильная печь мощностью 1000 т листового стекла в сутки, работающая по флоат-технологии (литьё стекла на поверхности расплавленного олова). Инвестиции в проект составили около 150 млн евро. После ввода в эксплуатацию новой печи общая мощность завода составила 1600 т в сутки.
В январе 2007 года компания объявила о том, что она собирается открыть производство в Ленинградской области, на котором будет производить резиновую или пластиковую окантовку автомобильных стёкол.
В 2024 году AGC продала стеклозаводы в России президенту холдинга «Адамант» Игорю Лейтису

## Критика
Строительство завода в подмосковном Клину столкнулось с серьёзными протестами жителей близлежащей местности. Критики проекта указывали на недопустимость строительства столь крупного и весьма вредного с точки зрения экологии производства в густонаселённом районе вблизи заповедника «Завидово». Тем не менее строительство крупнейшей в мире стеклоплавильной печи закончено в 2010 году.